# Chthonius stevanovici
Espèce
Chthonius stevanovici est une espèce de pseudoscorpions de la famille des Chthoniidae.

## Distribution
Cette espèce est endémique de Serbie. Elle se rencontre dans la grotte Bezimena Pećina à Kalna.

## Publication originale
- Ćurčić, 1986 : Chthonius (C.) stevanovici (Chthoniidae, Pseudoscorpiones), a new pseudoscorpion species from East Serbia. Académie serbe des sciences et des arts, Édition spéciales, vol. DLXVIII, Classe de mathématique, de physique et des geo-sciences, vol. 2, Recueil des rapports du Comité pour le karst et la spéléologie, vol. III, p. 141-154.